# Білозерська міська рада
Білозерська міська́ ра́да — орган місцевого самоврядування у складі Добропільської міської ради Донецької області. Адміністративний центр — місто Білозерське.

## Загальні відомості
- Населення ради: 18667 осіб (станом на 2001 рік)

## Населені пункти
Міській раді підпорядковані населені пункти:
- м. Білозерське
- с-ще Бокове

## Склад ради
Рада складається з 30 депутатів та голови.
- Голова ради: Разуменко Олександр Миколайович
- Секретар ради: Шотт Вікторія Геннадіївна

### Керівний склад попередніх скликань
| ПІБ                             | Основні відомості                                                                     | Дата обрання | Дата звільнення |
| ------------------------------- | ------------------------------------------------------------------------------------- | ------------ | --------------- |
| Разуменко Олександр Миколайович | Міський голова, 1956 року народження, освіта вища, член Соціалістичної партії України | 26.03.2006   | 31.10.2010      |
| Разуменко Олександр Миколайович | Міський голова, 1956 року народження, освіта вища, член Партії регіонів               | 31.10.2010   |                 |

Примітка: таблиця складена за даними джерела

### Депутати
За результатами місцевих виборів 2010 року депутатами ради стали:

#### За суб'єктами висування
| Суб'єкт висування           | Кількість обраних депутатів | %    |
| --------------------------- | --------------------------- | ---- |
| Партія регіонів             | 23                          | 76,7 |
| Єдиний Центр                | 5                           | 16,7 |
| Комуністична партія України | 2                           | 6,7  |

#### За округами
| № округу                    | Прізвище, ім'я, по батькові        | Дата визнання обраним | Освіта         | Партійна приналежність            | Відомості про обраного депутата                                             |
| --------------------------- | ---------------------------------- | --------------------- | -------------- | --------------------------------- | --------------------------------------------------------------------------- |
| Єдиний Центр                |                                    |                       |                |                                   |                                                                             |
| б/м                         | Швець Володимир Романович          | 02.11.2010            | Освіта вища    | позапартійний                     | ОДО шахта «Білозерська», заступник ген. директора з перспективного розвитку |
| б/м                         | Бондаренко Володимир Станіславович | 02.11.2010            | Освіта вища    | член Єдиного Центру               | КП «Агрокомсервіс», головний інженер                                        |
| б/м                         | Пєшков Артем Леонідович            | 02.11.2010            | Освіта вища    | позапартійний                     | адвокат                                                                     |
| 6                           | Бойко Віктор Миколайович           | 02.11.2010            | Освіта вища    | позапартійний                     | шахта «Білозерська», директор                                               |
| 13                          | Васильєв Володимир Миколайович     | 02.11.2010            | Освіта вища    | позапартійний                     | шахта «Білозерська», заступник начальника дільниці                          |
| Комуністична партія України |                                    |                       |                |                                   |                                                                             |
| б/м                         | Сєров Олександр Леонідович         | 02.11.2010            | Освіта вища    | член Комуністичної партії України | шахта «Новодонецька», гірничний майстер                                     |
| б/м                         | Молчанов Олександр Сергійович      | 02.11.2010            | Освіта вища    | член Комуністичної партії України | шахта «Білозерська», заст. нач. дільниці                                    |
| Партія регіонів             |                                    |                       |                |                                   |                                                                             |
| б/м                         | Леусенко Клавдія Семенівна         | 02.11.2010            | Освіта вища    | член Партії регіонів              | Самоорганізація «Білозерський центр», голова організації                    |
| б/м                         | Федько Ігор Данилович              | 02.11.2010            | Освіта вища    | член Партії регіонів              | Білозерська міська лікарня, головний лікар                                  |
| б/м                         | Кабченко Віталіна Анатоліївна      | 02.11.2010            | Освіта вища    | член Партії регіонів              | Будинок культури шахта «Білозерська», директор                              |
| б/м                         | Помазан Віталій Олександрович      | 02.11.2010            | Освіта вища    | член Партії регіонів              | ВП шахта «Новодонецька», начальник енергодільниці                           |
| б/м                         | Макєєв Сергій Володимирович        | 02.11.2010            | Освіта середня | член Партії регіонів              | СПД                                                                         |
| б/м                         | Кривенко Олександр Сергійович      | 02.11.2010            | Освіта середня | член Партії регіонів              | Будинок культури шахта «Білозерська», керівник гурту «Музики»               |
| б/м                         | Шотт Вікторія Геннадіївна          | 02.11.2010            | Освіта вища    | член Партії регіонів              | профспілка ВП шахта «Новодонецька», бухгалтер                               |
| б/м                         | Ворона Вадим Васильович            | 02.11.2010            | Освіта вища    | член Партії регіонів              | Білозерська міська лікарня, лікар-стоматолог                                |
| б/м                         | Мигович Сергій Ярославович         | 02.11.2010            | Освіта середня | член Партії регіонів              | Білозерський міськвиконком, водій                                           |
| б/м                         | Яковенко Федір Іванович            | 02.11.2010            | Освіта вища    | член Партії регіонів              | ВП шахта «Новодонецька», начальник дільниці                                 |
| 1                           | Афанасьєва Наталія Василівна       | 02.11.2010            | Освіта вища    | член Партії регіонів              | приватний підприємець, лікар-терапевт                                       |
| 2                           | Зоріна Оксана Вікторівна           | 02.11.2010            | Освіта вища    | член Партії регіонів              | загальноосвітня школа № 18, заступник директора                             |
| 3                           | Розумний Володимир Васильович      | 02.11.2010            | Освіта вища    | член Партії регіонів              | пенсіонер                                                                   |
| 4                           | Чумаченко Лілія Вікторівна         | 02.11.2010            | Освіта вища    | член Партії регіонів              | шахта «Новодонецька», ведучий інженер                                       |
| 5                           | Жемелка Остап Мар'янович           | 02.11.2010            | Освіта вища    | член Партії регіонів              | РВУ кампанія «Вода Донбасу», інженер енергетик                              |
| 7                           | Скляров Олександр Володимирович    | 02.11.2010            | Освіта вища    | член Партії регіонів              | шахта «Білозерська», директор Палацу спорту                                 |
| 8                           | Прокопенко Андрій Петрович         | 02.11.2010            | Освіта середня | член Партії регіонів              | шахта «Білозерська», гірничий робітник                                      |
| 9                           | Подхалюзін Віталій Євгенійович     | 02.11.2010            | Освіта вища    | член Партії регіонів              | приватний підприємець                                                       |
| 10                          | Розов Василь Васильович            | 02.11.2010            | Освіта середня | член Партії регіонів              | приватний підприємець                                                       |
| 11                          | Швед Андрій Васильович             | 02.11.2010            | Освіта вища    | член Партії регіонів              | шахта «Новодонецька», заступник начальника дільниці                         |
| 12                          | Бондаренко Василь Михайлович       | 02.11.2010            | Освіта вища    | член Партії регіонів              | шахта "Новодонецька ", голова профспілки                                    |
| 14                          | Чубченко Микола Іванович           | 02.11.2010            | Освіта вища    | член Партії регіонів              | гірничотехнічний ліцей, директор                                            |
| 15                          | Рябченко Павло Іванович            | 02.11.2010            | Освіта вища    | член Партії регіонів              | шахта «Новодонецька», заступник головного механіка                          |